# 無能の鷹
『無能の鷹』（むのうのたか）は、はんざき朝未による日本の漫画作品。『Kiss』（講談社）にて、2019年8月号から2024年11月号までシリーズ連載として連載された。作者のはんざきにとってデビュー後第1作の作品で、初の連載作品である。
2024年10月より、テレビ朝日系列にてテレビドラマが放送された。

## あらすじ
鶸田は就職活動中、とある会社の面接で見るからに有能そうな就活生の女性・鷹野ツメ子に出会う。スマートな身のこなし、落ち着いた声、自信に満ちているのに謙虚な振る舞いで、鶸田は一目で彼女を「デキる人」と直感した。その後、めでたくその会社に入社した2人だったが、実は鷹野は有能そうな外見とは裏腹に、無能だったのだ。

## 登場人物
鷹野 ツメ子（たかの ツメこ）
本作の主人公。有能そうな外見をしているが、中身はポンコツ。入社から1年半後、社内ニートと化す。
鶸田（ひわだ）
鷹野の同期。無能そうな外見をしているが、能力があり仕事ができる。反面、いざとなるとお腹が緩くなる体質。
鳩山（はとやま）
鷹野の指導を担当している。
雉谷（きじたに）
鶸田の先輩社員。彼の指導を担当している。

## 作風
放送作家でライターの黒田順子によると、鷹野は前向きな気持ちにさせてくれるキャラクターであり、本作は「肩の力を抜くにはぴったりの作品」である。『このマンガがすごい!』によると、「鷹野を有能と勘違いするクライアントとの絶妙なすれ違いのおかしさがあり、毎度うまくことが運んでしまう展開への爽快感」が描かれている作品。

## 評価
2020年12月、「このマンガがすごい!2021」オンナ編で第11位を獲得。2021年、「ebookjapanマンガ大賞」にノミネート。2022年1月、日本出版販売による「全国書店員が選んだおすすめコミック 2022」の「出版社のコミック編集・販売担当者より『悔しいけどおもしろい他社作品』を募った」スピンオフ企画「出版社コミック担当が選んだおすすめコミック 2022」にて、2位を獲得。
ブログ「マンガ食堂」の管理人の梅本ゆうこは、本作を「今までなかったフラットな世界観が新鮮」と評している。ライターの和久井香菜子は本作について「こんな化学反応が起こったらだれもが幸せになりそう」と話している。

## 書誌情報
- はんざき朝未『無能の鷹』講談社〈KC KISS〉、全8巻
  1. 2020年4月13日発売[6][講 1]、ISBN 978-4-06-519230-6
  2. 2020年10月13日発売[講 2]、ISBN 978-4-06-521125-0
  3. 2021年5月13日発売[講 3]、ISBN 978-4-06-521542-5
  4. 2022年1月13日発売[講 4]、ISBN 978-4-06-526506-2
  5. 2022年9月13日発売[講 5]、ISBN 978-4-06-529051-4
  6. 2023年5月12日発売[講 6]、ISBN 978-4-06-531440-1
  7. 2024年1月12日発売[講 7]、ISBN 978-4-06-534419-4
  8. 2024年10月11日発売[講 8]、ISBN 978-4-06-537208-1

## コラボレート
2021年10月、『Kiss』が2022年に創刊30周年を迎えることを記念し、BE：FIRSTとコラボレートした企画を開催。本作はグループのメンバーのJUNONとコラボレートしている。同誌2022年1月号では「7作品のキャラクターをイメージした衣装」のピンナップが掲載され、鶸田の衣装をJUNONが着用している。

## テレビドラマ
2024年10月11日から11月29日までテレビ朝日列系の「金曜ナイトドラマ」枠で放送された。主演は菜々緒。原作者のはんざきが「ドラマオリジナルの要素もOK」と伝えたことから、原作をブラッシュアップした内容である。

### キャスト

#### 主要人物
鷹野ツメ子〈23〉
演 - 菜々緒
主人公。新入社員。全身に有能オーラを纏っている営業部員、しかし実は無能。
鶸田道人（ひわだ みちと）〈23〉
演 - 塩野瑛久
鷹野と同期の新入社員。努力家で有能だが、全身に気弱そうな雰囲気は取引先に"無能そう"という第一印象になめられてしまい、実績がついてこない。

#### ITコンサルティング タロン

##### 営業部
雉谷耕太（きじたに こうた）〈32〉
演 - 工藤阿須加
鶸田の指導係の中堅社員。
鵜飼朱音（うかい あかね）〈35〉
演 - さとうほなみ
中堅社員。ブルドーザーのように働く。社内のことはすべて知っている。
梟井重蔵（ふくろい じゅうぞう）〈40〉
演 - 鈴木理学
営業部員。独身。
白鳥京香（しらとり きょうか）〈40〉
演 - 相馬有紀実
営業部員。ポジティブシンキングが故に、意図せず周囲を苦しめてしまう。
朱雀又一郎（すざく またいちろう）〈58〉
演 - 高橋克実
部長。鷹野を採用した張本人。
鳩山樹（はとやま いつき）〈45〉
演 - 井浦新
鷹野の指導係のベテラン社員。
社員（役名）
演 - ごうきち（椋樹剛吉）、寺尾真俊、中川健（雁屋健）、島田莉沙（鷺ノ宮莉沙）、ささきみえ（鵠沢美枝）

##### 人事部
烏森皇子（からすもり おうじ）〈23〉
演 - 永田崇人
人事部員。鷹野と鶸田の同期。愛されキャラに見えるが、実は計算高く行動している。

##### 開発部
鵙尾弓（もずお ゆみ）〈35〉
演 - 土居志央梨
エンジニア。鵜飼の同期。
鵤流星（いかるが りゅうせい）〈37〉
演 - 宮尾俊太郎
エンジニア。ロックな見た目をしているものの、行動は常識的。
鴫石郁（しぎいし いく）〈45〉
演 - 安藤玉恵
部長。鳩山の同期。
鶏徳淳文
演 - 野田淳文

##### 経理部
社員（役名）
演 - キャンディ左京（鴨川京介）、増田三恵子（水鶏三恵子）、巻山真結子（雲雀谷真結）

#### その他
店員
演 - 乃緑
大衆割烹「藤八」の店員。

#### ゲスト

##### 1羽
大崎徹平
演 - 六角慎司
「Flag-Port」部長。
三澤佳奈
演 - 清水くるみ
「Flag-Port」代表取締役社長。
鶸田道人の母
声 - 鶴田まや

客
演 - マック、沢田京海、花蝶フウタ、しおたむ（梵天）
クレーンゲームをする鷹野を遠巻きで見つめる野次馬。
スタッフ
演 - 高橋伶
クレーンゲームの前に佇む鷹野に「お手伝いしましょうか」と声をかけるゲームセンターのスタッフ。

##### 2羽
鳩山美沙
演 - 真飛聖（7羽）
鳩山樹の妻。
鬼頭遥己
演 - 落合モトキ
鳩山たちが契約交渉することになった外注先「PLACE 2.5 」の社長。カタカナ英語を操りまくる若きクセツヨ男性。
前澤優海
演 - 金井美樹
鬼頭の部下。スタートアップからいる創業メンバーで、会社に残っている最後の1人。
新井葉介
演 - 池田彪馬
鬼頭の部下。
剛院豪志
演 - 原金太郎
イベントCRM（顧客管理ツール）の導入について鶸田たちより説明を受けるクライアントの男性。
女性
演 - アナンダ・ジェイコブス（最終羽）
カフェで鷹野が落としたペンを拾った女性。本業はヘッドハンター（最終話）。
医師
演 - 仲義代
鳩山の症状を自律神経性の頭痛と診断するクリニックの医師。
女子高生
演 - 吉井しえる、山本華菜乃
カフェでペン回しをしている女子高生。

##### 3羽
服井繁
演 - 本多力
自由な社風のアパレルブランド「FREEDOM MODE」社長。
野呂美凪、論毛千馬
演 - 清水美月、松永拓野
「FREEDOM MODE」社員。
男性
演 - 中山翔貴、若林拓也、片山幸人
通勤途中の路上で鷹野にぶつかってコーヒーをかけてしまったサラリーマンたち。

##### 4羽
二矢虎之助
演 - みのすけ（最終羽）
鳩山樹がやっとの思いで約束を取り付けた「ネコカブリ」の社長。数日前、飼い猫のルウちゃんが脱走してしまい、抜け殻のようになっている。
マミ / 真美
演 - 市川美織（7羽）
雉谷耕太の恋人。
右京鈴、左門力丸
演 - 華優希、北代高士
「ネコカブリ」社員。
取引先
演 - たむたむ、矢彦沢清志
雉谷耕太の営業相手。輸入家具屋の若社長と物流会社の年配社員。

##### 5羽
百舌子
演 - 渡辺えり
鳩山樹たちが昔よく仕事をサボって通っていた純喫茶「MOZU」のママ。
朱雀亜矢子
演 - 中島ひろ子
又一郎の妻。実は離婚を考えている。
朱雀周人
演 - 若林時英
又一郎の息子。自室で動画配信をしている。
朱雀佳奈
演 - 石川古都
又一郎の娘。
会社役員
演 - 園崎健一、岩田明、中川稔貴
記者会見で社内パワハラで若手社員が辞職したことを詫びる。

アナウンサー
声 - 福島佑理
同記者会見を伝えるテレビのニュースアナ。

##### 6羽
貝塚渚
演 - ソニン
スナック菓子「シーフーダ!」を販売している老舗菓子メーカー「貝塚製菓」社長。
燕谷守
演 - 今井隆文（最終羽）
タロン開発部社員。出社しない主義でアドレスホッパーなので自宅も定まっていない。部内の最若手という理由で会社訪問の担当に選ばれる。
四谷
演 - 冨家ノリマサ
「貝塚製菓」専務。
中野
演 - 芝大輔（モグライダー）
「貝塚製菓」若手社員。
雉谷国男
演 - 三河悠冴
雉谷耕太の従兄弟。就活中でタロンの会社訪問に参加する。
男性
演 - JORDY MIWA
東武ワールドスクウェアで鶸田が落とした「シーフーダ!」を拾ってあげる男性。
社員
演 - 宮野翼
プリンターの故障を報告する「貝塚製菓」社員。
学生
演 - 飛香まい
タロンの会社訪問に参加し、鷹野に質問する女子学生。
カップル
演 - 廣澤壮汰（ぺぺる）、杉浦しづき
東武ワールドスクウェアでデートしているカップル。
雉谷耕太の叔母
声 - 加島知枝
雉谷国男の母。息子が会社訪問に行くので宜しく頼む、と耕太に電話で頼み込む。

##### 7羽
小豆沢杏子（あずきさわ あんこ）
演 - 梅沢昌代
創業100年の老舗和菓子店「福丸あんこ堂」のワンマン社長。
Bostin Fox
演 - Kevin W（最終羽）
鷹野を探していた、と声をかけてくる男性。シリコンバレーの企業「Rulele」のCEO。
ニュースキャスター
声 - アナンダ・ジェイコブス

葛西
演 - 宮島はるか
「福丸あんこ堂」の社員。
祖父
演 - 小関靖幸
鳩山と鷹野が乱入する誕生会をしている家族の祖父。
教師、コーチ、店長
演 - 大和田昇平、清野賢、大山雄史
鶸田を叱責する3人。
社員
演 - 入間史雄
「福丸あんこ堂」の社員。
ギャル
演 - りさまる、りたぽちゃぴぱお、ゆな茶
渋谷の「GAL CAFE AGE（ギャルカフェ・アゲ）」店員。

##### 最終羽
六角径
演 - 浜田信也
「全日本ロボット計画」代表。ロボット工学の研究者。
社長、副社長
演 - 大村わたる、吉倉あおい
防災に特化したIT商品を官公庁等に提案する「ディザスタリカバリー」の社長と副社長。
社員
演 - 前田瑞貴、松浦京佳
「全日本ロボット計画」社員。
ツミコ タカノ
演 - SHIZUKA ANDERSON
名だたるテック企業でアイデアを提供してきた天才グローバルフューチャーデザインコンサルタント。
営業相手
演 - 小林晶、竹邑貴司
鶸田が営業に回る相手先の担当者。
若手起業家、アジア系企業女性、欧米企業女性、欧米企業男性
演 - 伊勢大貴、Ame. H、Anna Mitzel、Rob
鷹ロボを購入した企業の人たち。
兵士
演 - Josh. D
鷹ロボを見ていたら戦うのが馬鹿らしくなったと話す兵士。

### スタッフ
- 原作 - はんざき朝未『無能の鷹』（講談社「Kiss」連載）[5]
- 脚本 - 根本ノンジ[5]
- 音楽 - 鈴木真人[5]
- 主題歌 - ざらめ「まずは今日から」（ソニー・ミュージックレーベルズ / BEAT SEEKER MUSIC）[69]
- 演出 - 村尾嘉昭、棚澤孝義、高橋由妃[5]
- エグゼクティブプロデューサー - 内山聖子（テレビ朝日）[5]
- プロデューサー - 貴島彩理（テレビ朝日）、本郷達也（MMJ）[5]
- 制作著作 - テレビ朝日、MMJ[5]

### 放送日程
| 話数                                                         | 放送日   | サブタイトル                              | 監督     | 視聴率 |
| ------------------------------------------------------------ | -------- | ----------------------------------------- | -------- | ------ |
| 1羽                                                          | 10月11日 | 無能ですが何か?脱力系オフィスコメディ爆誕 | 村尾嘉昭 | 3.9%   |
| 2羽                                                          | 10月18日 | 優しい人が損をする、それが会社である      | 村尾嘉昭 |        |
| 3羽                                                          | 10月25日 | 野望と愛欲に塗れた社内相関図              | 棚澤孝義 |        |
| 4羽                                                          | 11月01日 | 地雷を踏まない会社の歩き方                | 村尾嘉昭 |        |
| 5羽                                                          | 11月08日 | 愛される老害になるためには                | 棚澤孝義 |        |
| 6羽                                                          | 11月15日 | 会社に行かない主義の君へ                  | 高橋由妃 |        |
| 7羽                                                          | 11月22日 | 恋をするとはキモくなること                | 村尾嘉昭 |        |
| 最終羽                                                       | 11月29日 | 無能は世界を平和にする!?                  | 村尾嘉昭 |        |
| （視聴率はビデオリサーチ調べ、関東地区・世帯・リアルタイム） |          |                                           |          |        |

### スピンオフドラマ
『はじめてのまうんと』と題されたスピンオフドラマ前編が2024年11月1日0時15分からTELASAにて独占配信。本編に入り切らなかった原作3巻のマウンティングにまつわるエピソードを実写化した。後編の『はじめてのざつだん』は11月22日に配信された。

#### キャスト（スピンオフドラマ）
- 鷹野ツメ子 - 菜々緒[72]
- 鶸田道人 - 塩野瑛久[72]
- 柿沼 - 宮崎秋人[72]
- 桃井 - 岡田結実[72]
- 荒口 - 中井千聖[73]

#### スタッフ（スピンオフドラマ）
- 原作 - はんざき朝未『無能の鷹』（講談社「Kiss」連載）
- 脚本 - 根本ノンジ
- 音楽 - 鈴木真人
- 演出 - 高橋由妃
- エグゼクティブプロデューサー - 内山聖子（テレビ朝日）
- プロデュース - 貴島彩理（テレビ朝日）、本郷達也（MMJ）
- 制作著作 - テレビ朝日、MMJ

| テレビ朝日系 金曜ナイトドラマ          | テレビ朝日系 金曜ナイトドラマ          | テレビ朝日系 金曜ナイトドラマ                                            |
| 前番組                                 | 番組名                                 | 次番組                                                                   |
| -------------------------------------- | -------------------------------------- | ------------------------------------------------------------------------ |
| 伝説の頭 翔 （2024年7月19日 - 9月6日） | 無能の鷹 （2024年10月11日 - 11月29日） | 僕のあざとい元カノ from あざとくて何が悪いの? （2025年1月24日 - 3月7日） |